# نیام سدادی
نیامِ سِدادی (انگلیسی: Obturator fascia) یا نیام ماهیچه سدادی درونی سطح لگنی این ماهیچه را می‌پوشاند و در اطراف حاشیه محل منشأ آن متصل می‌شود.
در بالا، این نیام به بخش پشتی خط کمانی تهیگاهی به‌طور شُل متصل است و در اینجا با نیام تهیگاهی پیوسته می‌شود.
در جلوی این بخش، همان‌طور که نیام خط منشأ ماهیچه سدادی درونی را دنبال می‌کند، به تدریج از نیام تهیگاهی جدا می‌شود و پیوستگی میان آن دو تنها از طریق پریوست استخوان حفظ می‌شود.
این نیام زیر رگ‌ها و عصب سدادی قوس می‌زند و مجرای سدادی را کامل می‌کند و در جلوی لگن به بخش پشتی استخوان شرمگاهی استخوان شرمگاهی متصل می‌شود.
در پایین، نیام سدادی به زائده داسی‌شکل رباط خاجی‌تکمه‌ای و به قوس شرمگاهی متصل است، جایی که با نیام فوقانی دیافراگم ادراری‌تناسلی پیوسته می‌شود.
در پشت، این نیام به منطقه ماهیچه‌های سرینی امتداد می‌یابد.
رگ‌های زهاری (پودندال) درونی و عصب زهاری از سطح لگنی ماهیچه سدادی درونی عبور می‌کنند و درون یک مجرای ویژه—مجرای زهاری—که توسط نیام سدادی تشکیل شده است، قرار می‌گیرند.
بخش ماهیچه بالابرنده مقعد از ماهیچه بالابرنده مقعد از طریق قوس تاندونی نیام سدادی به دیواره‌های جانبی لگن متصل می‌شود.